# Amends
Amends — третий студийный альбом американской рок-группы Grey Daze, состоящий из переработок старых песен с двух прошлых альбомов. В записи представлены обновлённый инструментал и записанный в 90-х годах вокал Честера Беннингтона. Изначально релиз должен был состояться 10 апреля 2020 года, но ввиду вспышки коронавирусной инфекции, дата выхода была отложена на 26 июня.

## Предыстория
Работа над проектом New Sun Tomorrow началась в феврале 2017 года. Позже, в июне, басист группы Мейс Бейерс анонсировал предстоящий альбом как ремастер …No Sun Today, над которым коллектив будет работать вместе с Сильвией Масси. Ранее Grey Daze уже пытались выпустить ремастер-версию второго альбома на лейбле Artemis Records, однако сделать это помешали им юристы лейбла Linkin Park Warner Bros. Records.
Оригинальные версии Wake Me и …No Sun Today были доступны на iTunes до 2005 года, прежде чем были удалены. Дискография Linkin Park стала доступна на цифровых площадках в 2006 году. Новости о предстоящем альбоме Grey Daze появились вместе с анонсом реюнион-шоу. По словам Шона Доуделла, барабанщика группы, идея собрать группу в честь двадцатилетия Club Tattoo принадлежала Честеру. Позже группа стала получать предложения выступить по всему миру.
Джейсон Барнс, игравший на гитаре в Wake Me, был объявлен как участник группы и был замечен в студии во время записи. Он был ответственен за поиск оригинальных мастеров дебютника. Группа только начала перезаписывать гитары, когда работа над альбомом была приостановлена после внезапной смерти Беннингтона. Grey Daze объединились с Dead by Sunrise/Julien-K для выступления в Saxe Theater в Лас-Вегасе 2 сентября в память о Честере. Песня «The Down Syndrome» с альбома …No Sun Today и две песни Dead by Sunrise были исполнены с Райаном Шаком на вокале.

## Список композиций
Все тексты были написаны Честером Беннингтоном и Шоном Доуделлом. Музыка — Grey Daze.
| №                   | Название            | Длительность |
| ------------------- | ------------------- | ------------ |
| 1.                  | «Sickness»          | 2:52         |
| 2.                  | «Sometimes»         | 3:27         |
| 3.                  | «What's in the Eye» | 3:26         |
| 4.                  | «The Syndrome»      | 3:50         |
| 5.                  | «In Time»           | 3:55         |
| 6.                  | «Just Like Heroin»  | 3:26         |
| 7.                  | «B12»               | 3:34         |
| 8.                  | «Soul Song»         | 4:06         |
| 9.                  | «Morei Sky»         | 3:53         |
| 10.                 | «She Shines»        | 3:35         |
| 11.                 | «Shouting Out»      | 3:20         |
| Общая длительность: | Общая длительность: | 37:16        |

| №                   | Название                       | Длительность |
| ------------------- | ------------------------------ | ------------ |
| 12.                 | «What's in the Eye» (acoustic) | 3:27         |
| 13.                 | «Sometimes» (acoustic)         | 3:21         |
| Общая длительность: | Общая длительность:            | 46:12        |

| №                   | Название                          | Длительность |
| ------------------- | --------------------------------- | ------------ |
| 1.                  | «Behind the Scenes #1»            | 0:49         |
| 2.                  | «Behind the Scenes #2»            | 1:28         |
| 3.                  | «Grey Daze Documentary»           | 8:09         |
| 4.                  | «Track by Track»                  | 10:21        |
| 5.                  | «What's in the Eye» (music video) | 3:25         |
| 6.                  | «Sickness» (music video)          | 2:48         |
| Общая длительность: | Общая длительность:               | 73:12        |

## Чарты
| Чарт (2020)                           | Высшая позиция |
| ------------------------------------- | -------------- |
| Australian Albums (ARIA)              | 30             |
| Austrian Albums (Ö3 Austria)          | 29             |
| Belgian Albums (Ultratop Flanders)    | 163            |
| Belgian Albums (Ultratop Wallonia)    | 51             |
| French Albums (SNEP)                  | 127            |
| German Albums (Offizielle Top 100)    | 9              |
| Italian Albums (FIMI)                 | 94             |
| Swiss Albums (Schweizer Hitparade)    | 17             |
| UK Albums (OCC)                       | 62             |
| UK Rock & Metal Albums (OCC)          | 1              |
| US Billboard 200                      | 75             |
| US Top Alternative Albums (Billboard) | 5              |
| US Top Hard Rock Albums (Billboard)   | 2              |
| US Top Rock Albums (Billboard)        | 9              |